# Jean Pierre Nicolas
Jean-Pierre Nicolas (Marsella, 22 de enero de 1945) es un piloto de rallyes Francés, padre de cuatro hijos varones, subcampeón mundial de conductores 1978, participó en el Campeonato Mundial de Rally de 1973 a 1984, año en el que finaliza su carrera de piloto, con Peugeot 205 Turbo 16.
Vencedor del Rally de Monte Carlo en 1978 a los mandos de un Porsche 911. 
Jean Todt le confió el desarrollo del Peugeot 205 Turbo 16 . Asimismo fue el
responsable de la escudería Peugeot del Campeonato Mundial de Rally, y director de la FIA para la organización del Intercontinental Rally Challenge.
Es el autor del libro Entretenir sa moto, éd. Larivière, coll. Les Guides Moto, publicado en 2006.

## Palmarés

### Fuera del Campeonato Mundial
- 1963 Rallye Mistral (Dauphine 1093), con Georges Nicolas, su padre)[1]
- 1966 Tour de Madeira (Renault 8 Gordini)[1]
- 12º de la edición 1968 de las 24 Horas de Le Mans, (Alpine A210), con Jean-Claude Andruet.
- 1968 Rally de Marruecos, (Renault 8 Gordini).
- 1971 Campeón de Francia de Rallyes (de este, el Lyon-Charbonnières con Vial).
- 1971 Rally de Portugal (Alpine A110), en Campeonato de Europa, con Jean Todt.
- 1972 Tour de La Réunion (Renault 12 Gordini), con Jean Todt.
- 1972 Rallye Infernal (Renault 12 Gordini), con Cheinisse.
- 1974 Tour de Francia Automovilístico (con Gérard Larrousse - en Camp. de Francia).
- 1975 Critérium Alpin (Alpine A110), en Campeonato de Europa y de Francia, con Laverne.
- 1975 Rallye d'Antibes (Alpine A110), en Campeonato de Europa y de Francia, con Laverne.
- 1976 y 1977 24 Horas de Chamonix, con Jean-Luc Thérier después Henri Pescarolo (Toyota Corolla, y luego Peugeot 104).

### Campeonato Mundial de Rally (piloto)
Jean-Pierre Nicolas ha ganado 5 pruebas del Campeonato Mundial de Rallys, 3 de ellas en 1978 proclamándose subcampeón mundial (gracias a la utilización de 5 vehículos de marcas diferentes), a solamente dos puntos del campeón mundial: Markku Alén (5 victorias); el mismo año, y en las mismas pruebas, finalizó igualmente segundo de la primera (y única) Copa FIA de pilotos de rallye, a 21 puntos del propio Markku Alén.

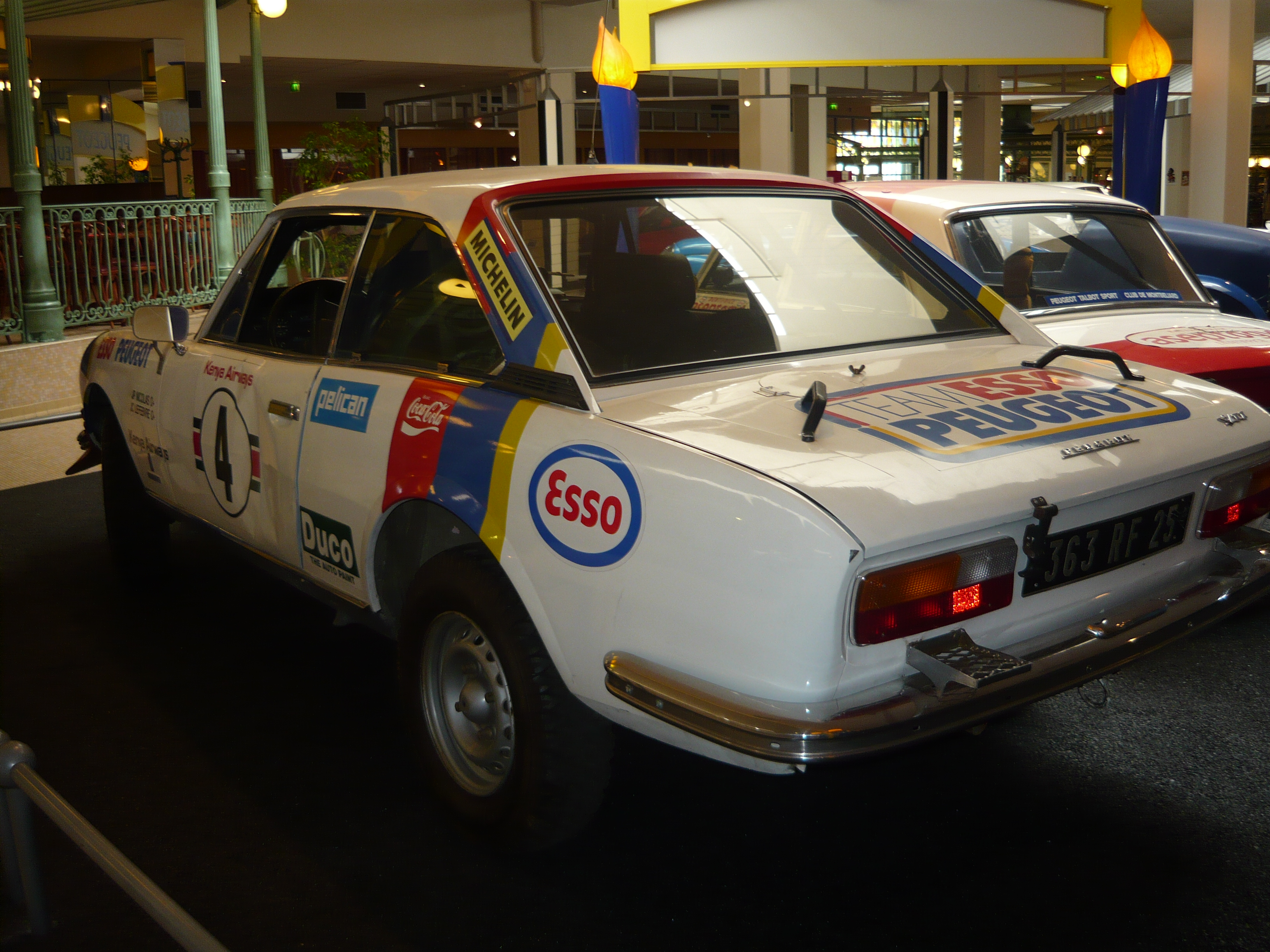
Peugeot 504 V6 (1978) de Jean-Pierre Nicolas del Rallye Safari

#### Victorias
| Año  | Prueba              | Coche                | Copiloto             |
| ---- | ------------------- | -------------------- | -------------------- |
| 1973 | Tour de Corse       | Alpine A110 1800     | Michel Vial          |
| 1976 | Rally de Marruecos  | Peugeot 504 Coupé    | Michel Gamet         |
| 1978 | Rally de Montecarlo | Porsche 911          | Vincent Laverne      |
| 1978 | East african Safari | Peugeot 504 V6 Coupé | Jean-Claude Lefèbvre |
| 1978 | Rallye Bandama      | Peugeot 504 V6 Coupé | M. Gamet             |

- 2.º en el Rally de Portugal 1973
- 2.º en el Tour de Corse 1974 y 1975
- 1º en clase 4 en el Rally de Gran Bretaña (RAC) en 1973 (Alpine A110 1800)
- 1º en clase 2 en el Tour de Corse en 1978 (Opel Kadett GT/E)

### Campeonato Mundial de Rally (responsable técnico Peugeot)
- 2000, 2001 y 2002: Campeonato Mundial de constructores (Peugeot 206 WRC)
- 2000 y 2002: accompaña a Marcus Grönholm en la conquista del título mundial de pilotos WRC

## Honores
- 1978: Galardonado con el Prix Roland Peugeot de la Académie des sports a la proeza del deporte francés más destacada del año.